# A Christmas Prince: The Royal Wedding
 (octobre 2020).
Si vous disposez d'ouvrages ou d'articles de référence ou si vous connaissez des sites web de qualité traitant du thème abordé ici, merci de compléter l'article en donnant les références utiles à sa vérifiabilité et en les liant à la section « Notes et références ».
Série A Christmas Prince
A Christmas Prince
(2017) A Christmas Prince: The Royal Baby
(2019)
Pour plus de détails, voir Fiche technique et Distribution.
A Christmas Prince: The Royal Wedding est une comédie romantique de Noël américaine réalisée par John Schultz, sorti le 30 novembre 2018. Le scénario a été écrit par Robin Bernheim et Nathan Atkins, d'après les personnages créés par Karen Schaler.
Le film reprend ses acteurs principaux Rose McIver, Ben Lamb, Sarah Douglas et Alice Krige.
Il s'agit du second volet de A Christmas Prince sorti en novembre 2017. Un troisième film, A Christmas Prince: The Royal Baby est également sorti sur la plateforme Netflix en décembre 2019.
Le film débute alors qu'un an après avoir aidé Richard à accéder au trône, Amber s'apprête à devenir sa femme. Mais est-elle vraiment faite pour être reine ?

## Synopsis
Un an après les événements du premier volet, Amber et Richard sont toujours fiancés. Elle est maintenant devenue une figure populaire aussi bien à New York qu'en Aldovie. Durant la période de Noël, Amber et son père Rudy viennent en Aldovie pour planifier le mariage d'Amber. Elle continue néanmoins son blog sur la famille royale avec l'aide de Richard.
Amber est dépassée entre les traditions dictatoriales que lui impose le protocole royal et le manque de contrôle sur son propre mariage, organisé par l'extravagant styliste Sahil et Mme Averill. Quant à Richard, il lutte contre l'échec de la mise en œuvre du programme de revitalisation économique d'Aldovie, la nouvelle initiative d'Aldovie, qui subit mystérieusement une grosse perte d'argent de la monarchie, et pousse a accroître le chômage et les bas salaires, affectant la population qui devient de plus en plus mécontentente. Pour contribuer aux efforts économiques, la reine Helena fait venir Lord Leopold pour aider Richard, tout comme il l'avait fait avec le père du défunt roi Richard. Pendant ce temps-là, Simon, qui a été dépossédé de tous ses biens lors de son divorce avec Lady Sophia, revient faire l'aumône au palais pour revenir dans les bonnes grâces de la famille royale. Richard accepte malgré son hésitation en le comptant parmi les membres de la famille royale.
Amber et Richard font face à des rapports tendus lorsque Richard devient de plus en plus distrait par les nombreuses demandes royales qui lui sont sollicitées en tant que nouveau roi d'Aldovie. Amber, elle, refuse de se plier aux règles autoritaires qu'assigne Mme Averill. Après que la pièce de théâtre dans laquelle devait jouer la princesse Emily se retrouve annulée à cause des grèves des travailleurs gouvernementaux, Amber fait jouer ses relations pour que la pièce de théâtre se produise dans le palais. Bien que l'événement se soit bien déroulé, Amber devient furieuse lorsque Mme Averill supprime les posts de son blog, en raison de leurs nature jugés décontractés. Amber est davantage furieuse quand Sahil et Mme Averill lui impose d'enlever le médaillon qu'elle porte autour du cou (avec une photo de sa défunte mère à l'intérieur) pour le portrait royal.
Après avoir reçu une carte de Noël, témoignant de la condition des travailleurs, Amber enquête sur les finances du palais royal avec ses amis Melissa et Andy, venus pour l'enterrement de vie de jeune fille de la future reine et pour assister au mariage. Elle découvre que la nouvelle initiative d'Aldovie n'a pas marché dû à un groupe de nouvelles entreprises qui ont fait une offre plus importante que les travailleurs locaux et qui ont puisés dans l'argent du pays d'Aldovie. Pendant une embuscade de paparazzi, Simon sauve Amber et ses amis, voulant participer à l'enquêter sur les problèmes financiers du pays. Avec l'aide d'Emily, le groupe pénètre illicitement dans un site que les sociétés écrans en sont la propriété d'une association, Glockenspiel Consortium. Mme Averill confronte Richard et Amber concernant les photos prises d'Amber dans un bar durant son enquête par les paparazzis et elle admet avoir mené son enquête. Lorsque Richards ne parvient pas à la défendre contre Mme Averill, elle part furieuse. Le personnel du palais feint à trouver Amber pour quelconque tâche et tous se mettent à fouiller le palais de fond en comble mais personne ne la trouve. Richards admet alors son échec en tant que fiancé à sa sœur Emily puis part la chercher au pavillon de chasse de son père, où les deux se réconcilient.
Pendant une célébration royale, durant laquelle la reine Helena donne sa bénédiction à Amber pour choisir la cérémonie qu'elle veut, le groupe révèle alors que Glockenspiel Consortium est dirigé par Lord Leopold, qui est saisi et escorter jusqu'au donjon du palais royal. Richard fait un discours de Noël promouvant une prime à tous les salariés d'Aldovie et la population célèbre les fêtes de Noël. Richard et Amber se marient enfin en mélangeant tradition et modernité. Tout le monde célèbre le mariage et les deux époux s'esquivent pour partager un baiser intime.

## Fiche Technique
- Titre : A Christmas Prince: The Royal Wedding
- Titre québécois : Un prince pour Noël : le mariage royal
- Réalisation : John Schultz
- Scénario : Karen Schaler et Nate Atkins
- Producteur : Brad Krevoy
- Coproducteur : Nate Atkins
- Producteurs délégués : Amanda Phillips Atkins, Jimmy Townsend
- Directrice de casting : Carolyn McLeod
- Musique : Zack Ryan
- Photographie : Viorel Sergovici
- Montage : Marshall Harvey
- Production : MPCA
- Société de production : Netflix
- Pays : États-Unis
- Genre : Comédie romantique
- Durée : 92 minutes
- Date de sortie : 30 novembre 2018

## Distribution
- Rose McIver (VF : Karine Foviau) : Amber Eve Moore Charlton
- Ben Lamb (VF : Valéry Schatz) : roi Richard Bevan Charlton
- Alice Krige (VF : Clara Borras) : la reine Helena Charlton
- Honor Kneafsey : la princesse Emily Charlton
- Sarah Douglas (VF : Véronique Augereau) : Mme. Averill
- Theo Devaney (VF : Stéphane Pouplard) : Comte Simon Duxbury
- John Guerrasio (VF : Vincent Ropion) : Comte Rudy Moore
- Andy Lucas : Mr. Zabala
- Simon Dutton (VF : Bernard Lanneau) : Lord Leopold
- Katarina Čas (VF : Delphine Braillon) : Chef Ivana
- Richard Ashton : Mr. Little
- Raj Bajaj (VF : Jérôme Berthoud) : Sahil
- Tahirah Sharif : Melissa
- Joel McVeagh (VF : Benoît Berthon) : Andy
- Billy Angel (VF : Benjamin Bollen) : Tom Quill
- Tom Knight : premier ministre Denzil
- Claudiu Trandafir : ivrogne
- David Broughton Davies : Ernest Mason
- Razvan Gheorghiu : prêtre

 Source et légende : version française (VF) sur RS Doublage

## Production
En mai 2018, il a été annoncé que John Schultz réalisera la suite au film A Christmas Prince de 2017 diffusé sur Netflix.
Cette suite commence officiellement son tournage en mai 2018. La trilogie a été tournée au château de Peleș en Roumanie.
Le royaume d'Aldovie est fictif mais l'accent britannique des acteurs peut faire penser que le pays se trouve en Europe. Le pays Penglia, issue du troisième volet est lui aussi fictif et nous pouvons apercevoir sur une carte que ce pays se trouve à côté de l'Aldovie.
Daniel Fathers a été remplacé par John Guerrasio pour interpréter Rudy Moore, le père d'Amber pour le second et troisième film.

## Réception
Sur le site Rotten Tomatoes, le film obtient un pourcentage d'approbation de 47% sur la base de 15 critiques sur une moyenne de 5/10.

## Suite
Un troisième film, A Christmas Prince: The Royal Baby est annoncé par Netflix le 11 mars 2019 et sort le 5 décembre 2019 sur la plateforme.

## Article annexe
- Film de Noël